# Achicourt
Achicourt is een gemeente in het Franse departement Pas-de-Calais (regio Hauts-de-France). De plaats maakt deel uit van het arrondissement Arras (Atrecht). Achicourt telde op 1 januari 2022 7.899 inwoners.

## Geografie
De oppervlakte van Achicourt bedroeg op 1 januari 2022 5,94 vierkante kilometer; de bevolkingsdichtheid was toen 1.329,8 inwoners per km².

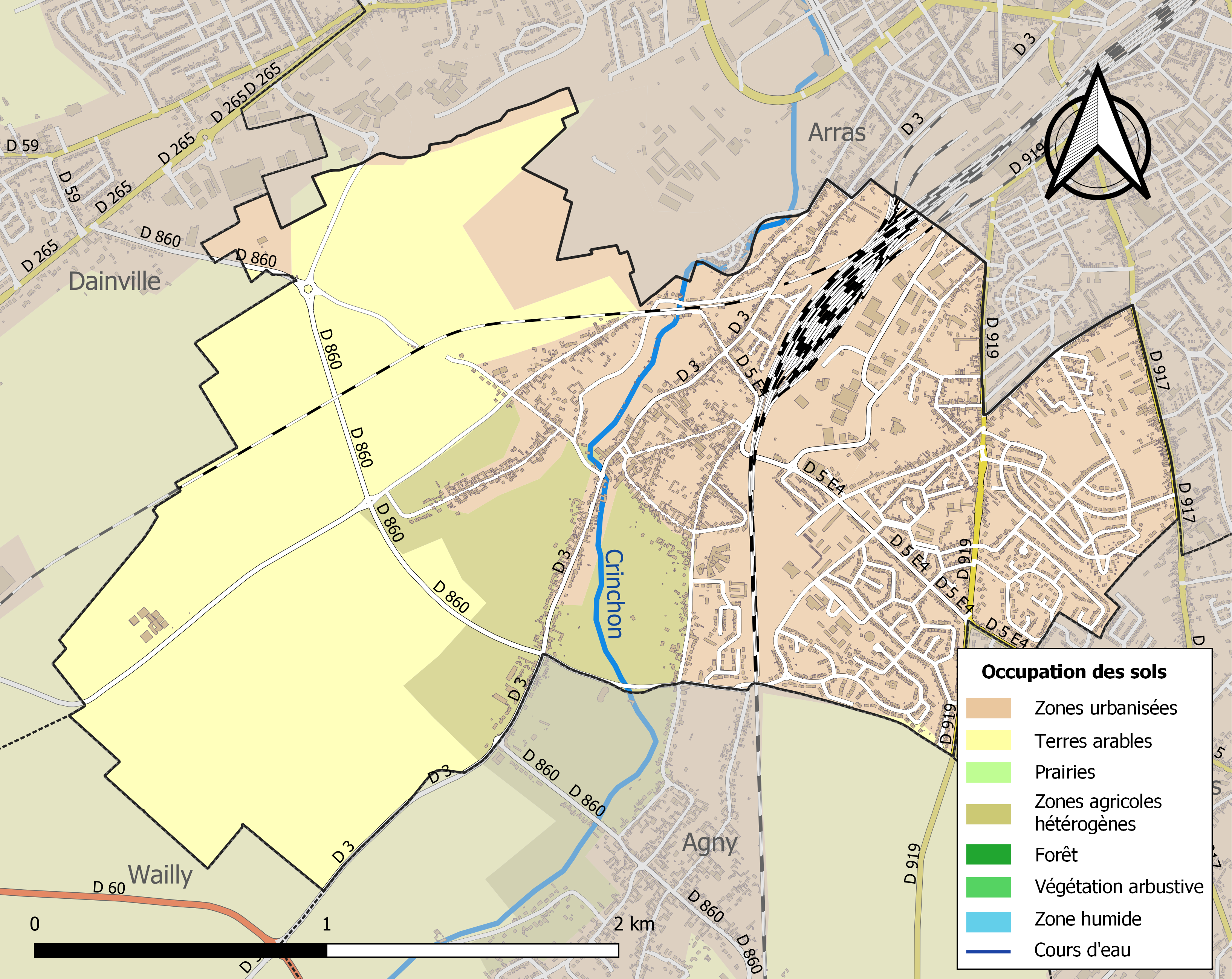
Kaart van de gemeente met belangrijkste infrastructuur, bodemgebruik en omliggende gemeenten

## Demografie
Onderstaande figuur toont het verloop van het inwonertal (bron: INSEE-tellingen).

## Bezienswaardigheden
- Achicourt Road Cemetery, militaire begraafplaats
- De Moulin Hacart, de reconstructie (1992-1994) van een ronde stenen molen uit omstreeks 1800.